# Life (álbum de The Cardigans)
Life es el segundo álbum de estudio de The Cardigans. Fue publicado a nivel mundial con bastante éxito sobre todo en Japón, dónde consiguió ser álbum de platino. Fue publicado en EE. UU. bajo el sello Minty Fresh Records, pero esta versión fue una mezcla de canciones de Emmerdale y Life.

## Listado de canciones

### Reino Unido, Francia y Canadá
1. "Carnival" – 3:37
2. "Gordon's Gardenparty" – 3:22
3. "Daddy's Car" – 3:35
4. "Sick and Tired" – 3:24
5. "Tomorrow" – 3:05
6. "Rise and Shine" – 3:30
7. "Beautiful One" – 3:28
8. "Travelling with Charley" – 4:09
9. "Fine" – 3:11
10. "Celia Inside" – 4:42
11. "Hey! Get Out of My Way" – 3:32
12. "After All..." – 2:57
13. "Sabbath Bloody Sabbath" – 4:32[1]

### Edición sueca
1. "Carnival" – 3:37
2. "Gordon's Gardenparty" – 3:22
3. "Daddy's Car" – 3:35
4. "Pikebubbles" – 3:05
5. "Tomorrow" – 3:05
6. "Beautiful One" – 3:28
7. "Travelling with Charley" – 4:09
8. "Fine" – 3:11
9. "Sunday Circus Song" – 3:56
10. "Hey! Get Out of My Way" – 3:32
11. "Closing Time" – 10:22

### EdiciónEE. UU.
1. "Carnival" – 3:36
2. "Daddy's Car" – 3:36
3. "Fine" – 3:09
4. "Rise and Shine" – 3:28
5. "Our Space" – 3:29
6. "Celia Inside" – 4:40
7. "Over the Water" – 2:13
8. "Tomorrow" – 3:03
9. "Sick and Tired" – 3:23
10. "Beautiful One" – 3:27
11. "Gordon's Gardenparty" – 3:19
12. "Hey! Get Out of My Way" – 3:30
13. "Sabbath Bloody Sabbath" – 4:30[1]
14. "Happy Meal" – 2:36

## Curiosidades
- "Carnival" fue utilizada como banda sonora en la película de 1997, Austin Powers: International Man of Mystery.

## Sencillos

### Japón/Suecia
- "Carnival"
- "Hey! Get Out of My Way"
- "Rise and Shine" (Japan only re-release)

### Europa
- "Carnival" (10 de junio de 1995, #72 UK)
- "Sick and Tired" (23 de septiembre de 1995, #34 UK)
- "Carnival" (re-release 25 de noviembre de 1995, #35 UK)
- "Rise and Shine" (10 de febrero de 1996, #29 UK)